# 세대 (1955년 영화)
제너레이션(폴란드어: Pokolenie, 영어: A Generation)은 폴란드에서 제작된 안제이 바이다 감독의 1955년 드라마, 전쟁 영화이다. 타데우즈 롬니키 등이 주연으로 출연하였다.

## 출연

### 주연
- 타데우즈 롬니키
- 유어스줄라 모드르진스카
- 타데우스 잔크자르